# David Burns
David Burns (ur. 22 czerwca 1901 w Nowym Jorku, zm. 12 marca 1971) – amerykański aktor.

## Filmografia
- The Path of Glory (1934) jako Ginsberg
- The Queen's Affair (1934) jako Menedżer
- Rendezvous (1935) jako Mówiący po niemiecku (niewymieniony w czołówce)
- All-American Drawback  (1935)
- Wielki Ziegfeld (The Great Ziegfeld, 1936) jako Clarence (niewymieniony w czołówce)
- Crime Over London (1936) jako Sniffy
- Hey! Hey! USA (1938) jako Tony Ricardo
- Zaułek Św. Marcina (Sidewalks of London, 1938) jako Hackett
- A Girl Must Live (1939) jako Joe Gold
- Czternaście godzin (Fourteen Hours, 1951) jako Taksówkarz (niewymieniony w czołówce)
- Knock on Wood (1954) jako Marty Brown
- Z głębi serca (Deep in My Heart, 1954) jako Lazar Berrison
- Zawsze jest piękna pogoda (1955) jako Tim
- Once Upon a Horse... (1958) jako Bruno de Gruen
- Pokochajmy się (Let's Make Love, 1960) jako Oliver Burton
- The Tiger Makes Out (1967) jako pan Ratner
- The Price (1971) jako Pan Solomon
- Kim jest Harry Kellerman i dlaczego wygaduje o mnie te okropne rzeczy? (Who Is Harry Kellerman and Why Is He Saying Those Terrible Things About Me?, 1971) jako Leon Soloway